# سفارة فرنسا في ماليزيا
سفارة فرنسا في ماليزيا هي أرفع تمثيل دبلوماسي لدولة فرنسا لدى ماليزيا. تقع السفارة في كوالالمبور وهي تهدف لتعزيز المصالح الفرنسية في ماليزيا.

## وصلات خارجية
- الموقع الرسمي
- قائمة سفارات فرنسا
- قائمة السفارات في ماليزيا